# شویتا منون
شویتا منون (انگلیسی: Shweta Menon؛ زادهٔ ۲۳ آوریل ۱۹۷۴) یک هنرپیشه اهل هند است. وی از سال ۱۹۹۱ میلادی تاکنون مشغول فعالیت بوده‌است.
از فیلم‌ها یا برنامه‌های تلویزیونی که وی در آن نقش داشته‌است می‌توان به عشق، شهر خدا، شکارچی، مه، مارکت، دوست، زندگی کن اما مغرور نباش، شرکت، موسیقی راک، قلعه‌ای در هوا و لپ‌تاپ اشاره کرد.